# Schönsee
Schönsee je německé město v zemském okrese Schwandorf ve vládním obvodu Horní Falc spolkové země Bavorsko.

## Geografie
Město leží nedaleko hranic České republiky, v údolí řeky Asche, která se dále řekami Schwarzach a Nábou vlévá do Dunaje. Schönsee je sevřené mezi 808,6 m vysokým Stückbergem a 836 m vysokým Drechselbergem. Několik kilometrů východně od Schönsee se nachází vrch Weingartnerfels. Se svými 896,6 metry je nejvyšším vrcholem v okrese Schwandorf. V roce 1984 zde byla postavena 30 metrů vysoká rozhledna Böhmerwaldturm. Schönsee leží v přírodním parku Hornofalcký les.

### Sousední obce
Sousedními obcemi jsou od severu: Eslarn, Rybník nad Radbuzou, Stadlern, Weiding, Winklarn a Oberviechtach.
| Růžice kompasu | Oberviechtach 13 km | Eslarn 9 km  | Rybník nad Radbuzou 14 km | Růžice kompasu |
| Růžice kompasu | Oberviechtach 13 km | Sever        | Stadlern 7 km             | Růžice kompasu |
| Růžice kompasu | Oberviechtach 13 km | Schönsee     | Stadlern 7 km             | Růžice kompasu |
| Růžice kompasu | Oberviechtach 13 km | Jih          | Stadlern 7 km             | Růžice kompasu |
| Růžice kompasu | Winklarn 13 km      | Weiding 4 km | Stadlern 7 km             | Růžice kompasu |

### Místní části
Město má 24 místních částí:
- Bügellohe
- Dietersberg
- Dietersdorf
- Eulenberg
- Friedrichshäng
- Gaisthal
- Gaisthalerhammer
- Johannismühl
- Josephsthal
- Laub
- Lindau
- Muggenthal
- Plößerlohe
- Polster
- Rackenthal
- Rosenhof
- Rosenthal
- Schallerhammer
- Schönsee
- Schwand
- Stückhäusl
- Wagnermühle
- Weberhäuser
- Ziegelhütte

## Historie

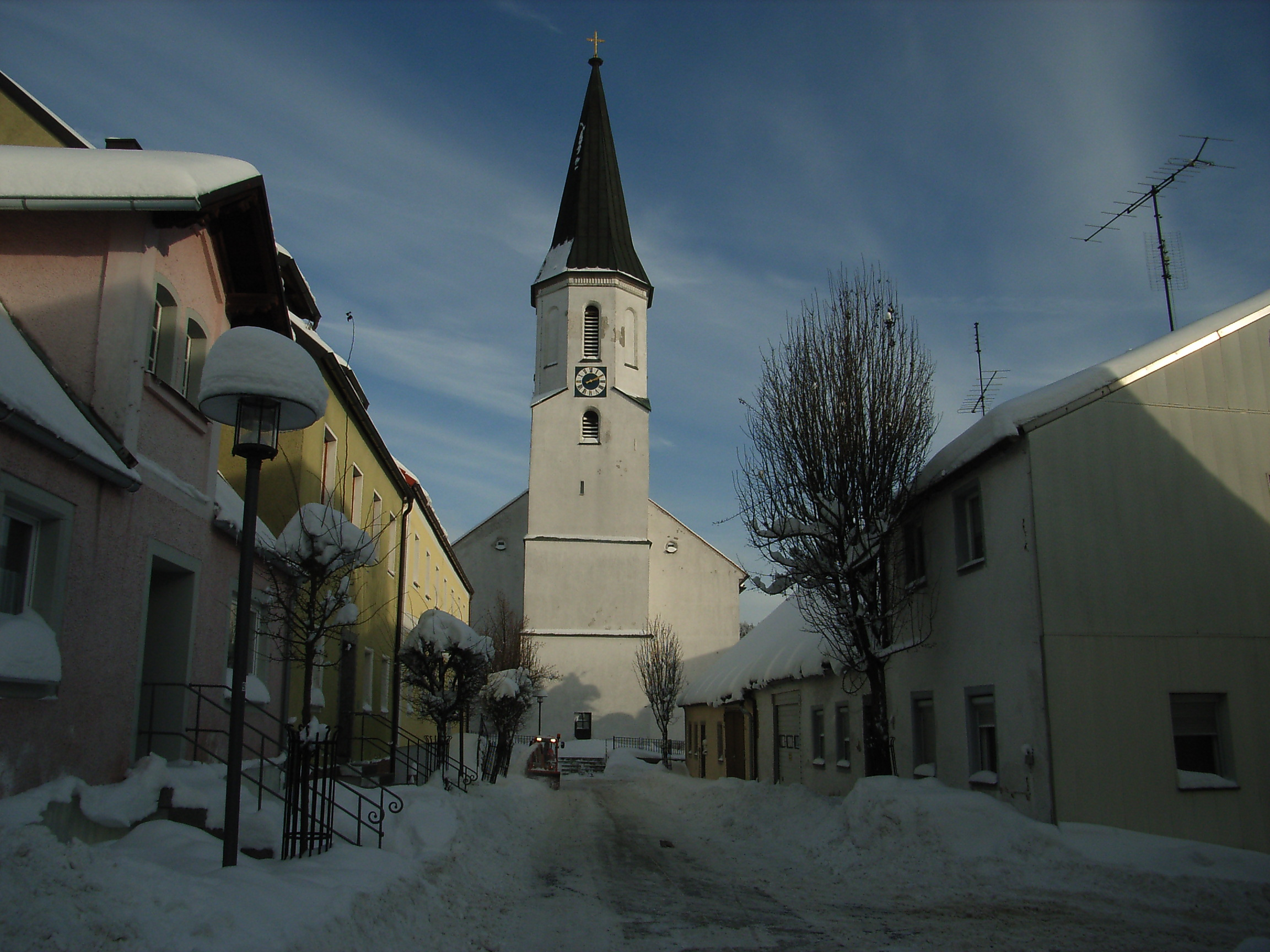
Kostel svatého Václava v Schönsee

V roce 1329 se pomístní jméno Schönsee poprvé objevuje v souvislosti s městem Hostouň v majetkové listině pánů z Hostouně jako jejich dědičná držba. Schönsee se tehdy nacházelo v tzv. Nordgau, kde němečtí novousedlíci již asi 200 let zakládali osady v oblasti západních svahů Šumavy v sídelní oblasti Chodska. Od roku 1350 patřilo Schönsee pod feudální vládu zemanů z Leuchtenbergu, v roce 1354 se stalo tržním městem. Na vrchu Reichenstein bylo ve 14. století nalezeno zlato. V roce 1514 prodali Ulrich, Jörgen a Sebastian von Waldow hrad Reichenstein a město Schönsee Jobstu Schlüsselfelderovi, Hansi Reichovi a Hieronymovi Hollfelderovi za 3900 rýnských zlatých. V tomto období došlo k udělení městských práv a městského znaku s leknínem.
V 15. a 16. století byly Schönsee provozovány mnohé železářské hamry; milíře v zalesněných kopcích byly zdrojem potřebného dřevěného uhlí. V roce 1530 se stal vlastníkem panství Reichenstein-Schönsee Hans von Fuchs von Wallburg. Když se po Augsburském míru v roce 1555 připojil k evangelickému luteránskému vyznání hornofalcký palatin Ottheinrich von Pfalz-Neuburg, Schönsee se stalo na následující tři generace následovníkem luteránského učení.
V období třicetileté války během rekatolizace Bavorska na město dvakrát zaútočila švédská vojska, kostel při jednom z útoků shořel. V roce 1641 bylo Schönsee a řada dalších míst v oblasti připojeno k okněženému hrabství Störnstein. V jeho svazku setrvalo až do roku 1807, aby po sekularizaci Bavorska bylo předáno bavorským kurfiřtem k nově vzniklému bavorskému království. V roce 1868 padlo téměř celé Schönsee za oběť rozsáhlému požáru. Město bylo zcela přestavěno. Od konce první světové války patřilo Schönsee ke Svobodnému státu Bavorsko.

Obec má sklenářskou i železářskou minulost. Nové možnosti se objevily na počátku 20. století, kdy byla v Schönsee otevřena krajkářská škola. Krajka se stala součástí kultury v Schönsee. Pád železné opony a otevření hranic s Českou republikou v roce 1993 osvobodilo oblast Schönsee z jejího okrajového umístění.
- Schönsee ze vzduchu
- Schönsee - Centrum Bavaria Bohemia
- Pohled od rybníka
- Schönsee v zimě